# 沮渠姓
沮渠姓為漢字複姓之一，原為匈奴官名，後遂以為姓氏。中國十六國時期北涼有沮渠蒙遜，並被普遍視為得姓始祖。